# NGC 859
NGC 859 est une galaxie spirale située dans la constellation de la Baleine. NGC 859 a été découverte par l'astronome américain Lewis Swift le 3 octobre 1886. Lewis Swift a de nouveau observé cette galaxie le 31 octobre 1886 et l'a indiqué dans ses notes sans se rendre compte qu'il s'agissait de la même galaxie. C'est pour cette raison qu'elle apparaît au catalogue NGC une deuxième fois sous la désignation NGC 856.

## Caractéristiques
Sa vitesse par rapport au fond diffus cosmologique est de 5 758 ± 18 km/s, ce qui correspond à une distance de Hubble de 84,9 ± 6,0 Mpc (∼277 millions d'al).
La base de données NASA/IPAC classe cette galaxie comme une lenticulaire. Il s'agit manifestement d'une erreur, car les bras spiraux de NGC 859 sont clairement visibles sur l'image de l'étude SDSS.
NGC 859 est une galaxie active de type Seyfert 1 (Sy 1) et elle présente une large raie HI. C'est aussi une galaxie à noyau actif à large raies spectrales (BLAGN : « broad-line active galactic nucleus »).

## Supernova
La supernova SN 2004gv a été découverte dans NGC 859 le 13 décembre 2004 par Y.-t. Chen à l'observatoire de Lulin. Cette supernova était de type Ib.